# 玄武の翁
玄武の翁（げんぶのおきな）は、SNKの対戦型格闘ゲーム『幕末浪漫 月華の剣士』シリーズに登場する架空の人物。声優は中井重文。

## キャラクター設定
四神の内の1つ、玄武の守護神を務める。かつて「闘将朴然」と呼ばれ、初老を迎える頃には243人の強者を倒してきた剣の達人。究極の極意「仏捨刀」に目覚め、「真心流」を完成させたことで、その腕を買われて玄武の守護神となる。四神の要職に就く後進を養成する傍ら、大好きな釣りを楽しむ。しかし、地獄門の負の力によって人類を根絶やしにすることを目論んだ朱雀の守護神・嘉神慎之介が、四神の守護神たちの粛清に手を染め始めた。嘉神は青龍の守護神にして楓たちの義父である慨世を殺害、さらに白虎の守護神・直衛示源を封印したが、翁は結界の中に身を隠した。その結界の中に隠れていた翁の下に、1人の少年が駆け込んできた。楓であった。翁は楓に剣術を教え、5年の月日をかけて楓を一人前の剣士に育て上げた。しかし、慨世の殺害犯が兄の御名方守矢であると思い込んだことで、楓たちの元を去った守矢を探すために黙って姿を消した。翁は、楓が間違った道を進まないことを見届けるために、楓の後を追うのであった。
『一幕』のエンディングでは、なぜ地獄門を開けたのかを嘉神に問い質す。しかし嘉神は、四神の役目とは現世の秩序を守ることであり、愚かで利己的で残忍な人間を守ることではなく、人間をその歴史もろとも殲滅させ、新たな時代を、真の理想郷を作り出すべきであるとして、地獄門に飲み込まれた。翁は嘉神を止めようとするも、手遅れであった。真面目で純粋すぎる心を持ったがゆえに、最期まで妥協できなかった嘉神を、翁は嘆いた。なお、第二幕『月に咲く華、散りゆく花』（以下『二幕』と表記）では嘉神は死なず、プレイヤーキャラクターとして復活を果たしている。
『二幕』では、地獄門の封印が完全ではなかったこと、封印の巫女と四神の手による「封印の儀」を行うこと以外に地獄門を封じる手立ては無いことを知る。翁は楓たちに封印の巫女を探すよう命じるが、対CPU戦7人目の相手は雪であり、彼女こそが封印の巫女であることを悟った翁は家に帰るように説くが、彼女は「自分の運命を確かめる」として聞かなかった。そのエンディングでは、黄龍こと慨世と会話し、封印の巫女として命を落とした雪の分まで、時代を見届けることにした。
初登場時の年齢が128歳である。非常に小柄な体躯で、麦藁帽子を深く被り、背中に魚籠を背負っている。魚籠の中には亀を飼っており、戦闘で使役する。時折、巨大な亀・玄武が姿を現し、対戦相手に手痛い打撃を与える。

## ゲーム上の特徴
攻撃のリーチが短く、連続技の威力も低いなど、正面からの戦いでは他のキャラクターに劣る（高威力な連続技もあるが、狙えるチャンスが少ない）。ガード不能技や中段技を駆使して相手を翻弄する、上級者向けのキャラクターである。挑発で出すくしゃみには攻撃判定があるだけでなく、昇華して「玄武の咆吼」を出すこともできる（ただし、連続技にはならない）。

## 技の解説

### 通常技
| 操作         | 立ち       | しゃがみ   | ジャンプ     | 立ち（素手） | しゃがみ（素手） | ジャンプ（素手） |
| ------------ | ---------- | ---------- | ------------ | ------------ | ---------------- | ---------------- |
| 弱斬り       | しなり打ち | 浅瀬すくい | しなり横振り | なだめ打ち   | 浅瀬すくい       | いさめ打ち       |
| 強斬り       | 魚籠落とし | 魚籠回し   | しなり縦振り | なだめ打ち   | 魚籠回し         | いさめ打ち       |
| 蹴り         | 臑狙い     | 臑狙い     | 跳び蹴り     | 飛び込み蹴り | 回り込み         | 跳び蹴り         |
| 弾き         | 仕掛け・上 | 仕掛け・下 |              |              |                  |                  |
| ダッシュ攻撃 | 大物狙い   | 回り込み   |              |              |                  |                  |
| 弾き後攻撃   | 大漁       | 大漁       |              |              |                  |                  |
| 打ち上げ斬り | 大物当たり |            |              |              |                  |                  |
| 防御不可斬り | 遠方投げ   |            |              |              |                  |                  |

### 投げ技・特殊技
竿拾い（さおひろい）
竿で相手の足を掬い上げてタウンさせる。技後にはAの亀筮が追撃として入る。
飛び込み蹴り（とびこみげり）
前方へレバーを入れながらCを押すと出る蹴り技で、体を浮かせつつ前方へ片足を突き出し、相手を画面端へ蹴り飛ばす。キャンセルが可能な「力」では、ここから「亀筮」をはじめとする様々な必殺技につなげることができる。
魚籠下ろし（びくおろし）
ダウン中の相手に対する追い討ち攻撃。背中に背負っている魚籠を両手に持ってぶつける。追い討ち攻撃の中でも威力は高い部類に入る。

### 奥義（必殺技）
亀筮（きぼく）
背中の魚籠から亀を召喚して攻撃する。A・B・Cのボタンで、性能がそれぞれ異なる。Aは『一幕』では小さな亀を進ませて攻撃させる。『二幕』では地面を進んでいく大亀を召喚し、ヒット効果はダウン。弱斬りからつながり、ダウン中の相手に対する追撃攻撃にも使用可能で、遠く離れた相手への牽制としても有効。
Bは大亀を召喚、放物線を描いて飛んでいく。遠く離れた相手に対しては、A同様に牽制として有効であるだけでなく、亀が落下してくるあたりでしゃがみガード不能技にもなる。
Cは翁側に向かって歩き、触れた者の体力を回復させてくれるスッポンを召喚する。ただし、相手が触れても体力が回復する。
小亀は「ちびた」、大亀は「だいごろう」、スッポンは「ふくすけ」という名前が付けられている。なお、『二幕』では、技を入力した際に（亀筮の種類は不問）256分の1という低確率で玄武が登場する。玄武の威力はかなり高い。なお、種類を問わず、「亀筮」を出した後の硬直時間は長く、ヒットさせても反撃を受ける可能性はある。
釣果大良（ちょうがたいりょう）
手持ちの竿で相手の足を掬い上げてダウンさせる。Aは目の前の相手を掬い上げ、のけぞり中の相手を掴むこともできる。主に、しゃがみAからキャンセルで出すことが多い。威力も高く、翁の主力となる技。B・Cはかなり離れたところに釣竿を仕掛け、糸の先の小亀「ちびた」が相手に噛み付いて転ばせるもので、Cは画面端まで、Bはその半分のリーチとなる。B・Cはいずれも接近した相手には無効。A・B・Cに共通して、外した時の隙は大きい。
亀舞・地（かめまい・ち）
背中に背負った魚籠を両手で持ち、体を勢い良く何度も回転させる。昇華対応技で、弱は強斬りから連続でつながる。A・Bともにダウン中の相手に対する追撃攻撃としても使えるが、威力は微々たるもの。
強は強斬りをキャンセルしてもつながらないほど発生が遅いため、地上で隙を見せた相手や、相手の攻撃を弾いた時に決めるのが狙い目だが、4段全て当たったときの威力は尋常でなく高い。強は4段目が昇華に対応しており、「玄武の咆吼」に繋げると強力。
亀舞・天（かめまい・てん）
翁本体が連続で回転しつつ、放物線を描いて前方へ飛び掛かる。しゃがみガード不能技で、多段ヒットし、ヒット効果は吹き飛びダウン。ダウン中の相手には「魚籠下ろし」による追い討ちも入る（ダウン回避されないことが前提）。接近した状態でガードされると相手の背後に回る。
なお、この技を当てて相手をダウンさせ、立ちCで追い討ちしてからキャンセルでCの「亀筮」を出すと、相手が移動起き上がりをした場合に限り、翁の体力を回復できる。
無功用・天（むくゆう・てん）
その場で姿を消し、間をおいて上空から落下してくる。しゃがみガード不能だが、反応されやすい。
無功用・地（むくゆう・ち）
その場で姿を消し、間をおいてから相手の足元に土下座するように大亀「だいごろう」攻撃する。こちらは立ちガード不能で、攻撃判定発生が「無功用・天」よりも早く、奇襲に使用可能。ガードされた時の隙は大きい。
対CPU戦ではこの技が非常に有効。最終ボスの黄龍もこの技だけで倒すことができる。
無功用・人（むくゆう・じん）
その場で姿を消し、間をおいてから相手と正反対の画面端に瞬間移動する。緊急回避手段としても使用可能。

### 超奥義（超必殺技）
玄武の咆吼（げんぶのほうこう）
体を回転させて巨大な竜巻を発生させつつ前方へ移動していく。強の「亀舞・地」を昇華して連続技に組み込むことが多い（なお、昇華せずに「亀舞・地」の硬直が解けてから直接入力しても連続でつながる）。「飛び込み蹴り」からも連続でつながるが、相手を画面端に追い詰めた状態で当てないと威力が大幅に低下する。

### 潜在奥義
玄武の怒り（げんぶのいかり）
背中の魚籠から巨大な亀・玄武を召喚する。玄武は空高く飛び上がってから地上へ落下し、着地後は地面をすたすたと歩いていく。上空へ飛び上がる時の玄武にも攻撃判定があり、それを食らった相手は吹き飛びダウンし、直後に着地した玄武が、倒れた相手の上を歩きながら踏み潰していく（ダウン中の相手に対する追撃攻撃に相当する）。
「飛び込み蹴り」をキャンセルしてこの技を出した場合、最初の上昇部分が空振りしたうえに移動起き上がりをされた場合、踏み潰していく攻撃1発分しか当たらない。

### 乱舞奥義
玄武舞（げんぶまい）
『二幕』で追加された乱舞奥義。類型はスタンダードタイプ。